# Redha
Ne doit pas être confondu avec Reda.
 (décembre 2013).
Si vous disposez d'ouvrages ou d'articles de référence ou si vous connaissez des sites web de qualité traitant du thème abordé ici, merci de compléter l'article en donnant les références utiles à sa vérifiabilité et en les liant à la section « Notes et références ».
 (décembre 2013).
Redha, né Redha Kamel Benteifour, né le 22 octobre 1954, est un danseur et chorégraphe né à Troyes (Aube).

## Biographie
Redha Bentifour est né à Troyes en France d'un père footballeur international algérien. Il a passé son enfance en Algérie avant de revenir en France pour devenir comédien. Pour obtenir un rôle, il prétend être danseur et relève donc le défi. Pour ce faire, il suit alors une formation à l'École supérieure de danse de Cannes Rosella Hightower. Reconnu comme excellent élève, il part aux États-Unis pour progresser. 
Il revient à Paris et il crée sa compagnie de Ballets Redha. Il apparaît alors de façon continue avec son ballet de danseurs et danseuses dans de nombreuses émissions de télévision : Champs-Élysées, Les Enfants du rock, Les Années tubes. Il obtient en 1991 un 1er Prix International de danse à Tokyo Ce qui le propulse sur la scène internationale des grandes Compagnies de Danse.    
Il participe à de nombreux concerts et spectacles tels que ceux de Roberto Alagna, de Richard Gere, de Sopho Nijaradze, de Robert Palmer, de Vanessa Paradis, d'Élie Kakou, de Zazie, Florent Pagny, Muriel Robin, Elton John, Sylvie Vartan, Cher, Nicole Croisille, Maurane, Ophélie Winter, Catherine Lara, Patrick Bruel, Emmanuelle Seigner, Serge Lama, Claude Nougaro, Pierre Palmade Michael Jackson, Sade, INX, Barry White et bien d'autres…[réf. nécessaire]
Redha réalise l'ouverture de la Coupe du monde de football de 1998 où il crée le grand Spectacle à la CONCORDE à Paris, et l'ouverture des Championnats du monde d'escrime en Hommage à la France en 2010.
Il dirige aussi les chorégraphies dans divers films de Roman Polanski, de Gilles Béhat, de Fabien Onteniente, de Costa-Gavras, Claude Miller, Rick Rosenthal, Michel Blanc. 
Il chorégraphie pour les plus grandes compagnies au monde telles : Alvin Ailey New York, San Francisco Ballet, Ballet nacional de Cuba, Het Nationale Ballet d'Amsterdam, Ballet Philippines Manille, Les grands Ballets de Cotes d'Ivoires Abidjan, Tshwane Dance Theatre South Africa, AZOE Danza Cali Colombia,  JOBURG ballet  Southa Africa , CCDC  Colombie , COLON mar del plata Argentine ...et bien d'autres à travers le monde.
Il est reconnu comme un des grands chorégraphes contemporains au style bien trempé et particulier.
En 2014, il crée TABOO à Macao pour Franco Dragone.
il cree MATADERO AVEC Peter Lanzani et German Cabanas a Buenos Aires qui est recompense par pluseiur Premios tel que meilleure Mise en Scene , meilleur Acteur , meilleure Lumiere, etc. et qui tourne dans toute l'argentine durant 1 annee..
Puis Avec OLivia Courbis il crée Lost in Buenos Aires ' au théâtre L'Européen à Paris.
IL monte en co-Metteur en scene avec Laurent Ziveri L'ile des Esclaves  de Mariveaux aux theatre de Sant Malo ....
Il est aussi metteur en scène et chorégraphe de plusieurs comédies musicales parmi lesquelles : Mayflower de Eric Charden, Roméo et Juliette, de la haine à l'amour, Les Demoiselles de Rochefort, Belles belles belles première comédie musicale juke-box française et bien d'autres.
Il réalise les clips de plusieurs artistes français et internationaux.
Au-delà de son travail où il est reconnu comme un des chorégraphes les plus marquants de son époque et à travers le monde, il fait partie de plusieurs organisations Humanitaire comme LaRed Latin AMERICA, et travaille avec les enfants et les adolescents des quartiers les plus défavorises dans les pays d'Amérique du sud et d'Amérique centrale, mais aussi bien en Afrique qu'en Europe.
De nombreux danseurs et danseuses ayant maintenant une carrière solo ou dans d'autres formations ont commencé ou sont passés par les ballets Redha : Natty Tardivel, Sophie Tellier, Guillaume Jauffret, Pierre Boisserie, Kamel Ouali, Christine Hassid, Mylène Riou, Emilie Capel.